# 羽叶长柄山蚂蝗
羽叶长柄山蚂蝗（学名：Podocarpium oldhami）为豆科长柄山蚂蝗属下的一个种。

## 扩展阅读
- 維基物種上的相關：羽叶长柄山蚂蝗